# Dolls of Pain
Dolls of Pain est un groupe de dark electro français fondé en 2003. Le groupe annonce sa dissolution en 2017.

## Biographie
Dolls of Pain est formé en 2003 par Olivier (compositeur) et Cédric (claviériste). Quelques mois après la composition du premier titre, Laurent (chanteur) et Stéphane (guitariste) rejoignent le groupe. Début 2005, ils sortent leur premier album sur le label suisse Urgence Disk records. Dolls of Pain propose une musique qui mélange les influences de chacun des membres du groupe.
Dès 2004, Dolls of Pain tourne en Europe (France, Allemagne, Angleterre, Suisse, Belgique, Luxembourg, Hollande). Après trois albums sortis chez Urgence Disk et trois compilations de remix en téléchargement gratuit sur le Web (produites par ARP), Dolls of Pain signe ses productions chez Advoxya Records. Le groupe sort des titres remix de nombreux groupes de la scène dark electro comme Miss Construction, HausHetaere ou encore Bak XIII. Après avoir joué aux Gothic Family Festival (Allemagne), Dungeon Open Air Festival (Allemagne) et Gothic Festival (Belgique), le groupe joue le 30 mai 2009 sur la scène du festival gothique le plus connu et plus important au monde : la Wave Gotik Treffen (WGT) à Leipzig.
En 2010, ils signent avec le Label Advoxya Records, basé en Hongrie. En décembre 2015, ils signent avec le label Trisol Music Group / darkTunes. En 2017, le groupe annonce sa dissolution sur leur site et les réseaux sociaux,. Il publie par la même occasion deux remixes inédits par Heartlay et Dark Line Spectrum. En 2019, le chanteur de Dolls of pain rejoint le groupe Stupre et produit un album sur le label Advoxya Record (HUN), You Are Made for Me. Il chante sur une bonne partie de l'album.

## Discographie

### Albums studio
- 2003 : Emprise (CDR) (Auto-Restriction Production)
- 2004 : Dominer (CD, mini album) (Auto-Restriction Production)
- 2006 : Dec[a]dance  (2 versions) (Urgence Disk Records)
- 2006 : Dominer Remixes (MP3) (Mekkanikal Industries)
- 2007 : Slavehunter (CD, album) (Urgence Disk Records)
- 2008 : Mixxxhunter (MP3, album) (Auto-Restriction Production)
- 2009 : Cybermanipulations (MP3, album) (Auto-Restriction Production)
- 2009 : Cybersex (CD, album) (Auto-Restriction Production, Urgence Disk Records)
- 2010 : Strange Kiss (CD, EP) (Advoxya Records)
- 2011 : The Last Conflict (CD, album) (Advoxya Records)
- 2013 : Déréliction (CD, album) (Advoxya Records)
- 2013 : Déréliction Angel's Alternatives mixes (CD, album) (Advoxya Records)
- 2013 : Post Traumatic stress Syndrome (7 inch vinyl) (Advoxya Records)
- 2016 : A Silence in My Life (CD, album) (Trisol, Darktunes)

### Compilations
- 2006 : Résigné : Elektro Shock, (Katakomb)
- 2007 : Inside : Nihilista (CD, compilation) (Hydra, Nihilista)
- 2007 : Satan Dies : Messes Synthétiques (CD, compilation)
- 2007 : Douleur : Dark Spy Magazine (CD,compilation), Vol.11
- 2008 : Precious Tears (Down In Hell Mix By Cold Drive) : Ultra Dark Radio - Compilation Volume III (MP3, compilation), Ultra Dark Radio
- 2009 : Cybersex (Leaether Strip Remix) : Extreme Lustlieder 3 (CD, album, compilation), UpScene, Indigo
- 2009 : Sweet Android : World of blood compilation v.2.0 (MP3, compilation)
- 2009 : Nothing : Dark Spy Magazine (CD, compilation), Vol.24
- 2010 : Addiction (Endzeit Version) : Endzeit Bunkertracks [Act V] (4xCD, compilation), (Alfa Matrix)
- 2010 : Lobotomy (Exit Version) : Electronic Aid To Haiti (MP3, compilation), (Sigsaly Transmissions)

### Remixes
- 2006 : Short Circuit (DOPMix) : Transfer_ERROR - Short Circuit (Remixes) (MP3) (Mekkanikal Industries)
- 2006 : Philippe F (Hot Ketchup Remix) : Philippe F featuring Gibet - Philippe F Remixes (MP3) (Walnut + Locust)
- 2007 : Cold Massive Blue (Dolls Of Pain Remix) : Wynardtage - Praise The Fallen – The Remixes/Silver Edition (Rupal Records)
- 2008 : New-Wave : Hynnner Vs Hant1s3 - EgoVox (CD, Album) (Urgence Disk Records)
- 2008 : Space Baby (Dolls Of Pain RMX) : Playmate On The Run - Playmates on Speed (2xCD, Comp) (Artek Lab)
- 2008 : Popsong For The Alienated (DOPmixXx) : Blackula - Remixes by the Alienating (MP3) (Abyssa)
- 2008 : Electro Beast (Remixed By Dolls Of Pain) : Miss Construction - Kunstprodukt (CD, Album) (Fear Section)
- 2009 : Open The Borders (Dolls Of Pain Remix) : Bak XIII - We Are Alive (CD, Single) (Urgence Disk Records)
- 2010 : Crawling In The Dark (Dolls Of Pain Remix) : Freakangel - The Faults Of Humanity (CD, Album + CD, Album, Ltd) (Alfa Matrix)
- 2010 : Sky (Dolls Of Pain Version) : HausHetaere - Syndicate + Syndicus (2xCD, Album, Ltd) (Alfa Matrix)
- 2010 : The Next Chapter (Dolls of Pain Re_mixxx) : Alien Produkt - The Next Chapter (CD, EP) (Advoxya)